# Sergio Baracco
Sergio Baracco (Camposampiero, 18 ottobre 1959) è un personaggio televisivo italiano, famoso soprattutto come televenditore specializzato in vendita di gioielli in Italia.
È noto in particolare per la sua marcata erre moscia e per il grido "Amici!", caratteristiche enfatizzate dalla parodia delle sue televendite messa in scena dai Fichi d'India, da cui è nata la loro celebre esclamazione "Amici Ahrarara", per la quale è stato guest star all'inizio del loro primo film, intitolato proprio Amici Ahrarara. Il "sistema politico Sergio Baracco" è stato assunto da Giuseppe Genna nel romanzo Dies irae come simbolo di un "canone televisivo", urlato e truffaldino, della vita pubblica italiana.

## Conduzione delle televendite
Durante le sue trasmissioni, Baracco urlava esageratamente in maniera euforica; per un certo periodo ottenne ulteriore fama grazie alla presenza in studio del "Dottor" Nino, presunto rappresentante del titolare dell'azienda S&M Valenza, che inscenava tentativi d'impedire a Sergio di proporre prezzi troppo bassi, peraltro giustificati da fantomatiche "prove di ascolto". Tra i prodotti che hanno reso celebre Sergio Baracco, le "parure" di gioielli, le fedine in diamanti, il "sole azteco", il "tutankhamon", il rubino "sangue di piccione" (così chiamato per il suo colore rosso opaco) e l'onnipresente "punto luce", talvolta offerto in omaggio all'acquisto di altri lotti.
Baracco fu ospite nella trasmissione di Rai 3 Mi manda Lubrano, condotta da Antonio Lubrano. Durante tale puntata, scaraventò una torta addosso al conduttore - mancandolo - e lanciò al pubblico manciate dei propri gioielli. L'usanza di gettare gioielli si concretizzava anche durante le televendite, nelle quali l'esagitato televenditore gettava in aria manciate di pietre preziose o lanciava interi lotti all'indirizzo della telecamera, oltre che certificati di autenticità stracciati in mille pezzi e gettati in aria. Della sparizione dalle televisioni di Baracco se ne sono occupati Nicola Savino e Juliana Moreira durante la trasmissione di Italia 1 Matricole e Meteore nella puntata del 4 febbraio 2010, nel quale è stato protagonista di uno sketch con i Fichi d'India.

## Presenze televisive
Dal 2002 conduce diverse televendite di gioielli su emittenti estere, soprattutto in Romania, Ungheria e in particolare in Spagna, dove è ben conosciuto come "Mister 100 euro" per il suo particolare grido "Solo 100 euro!". A partire dal 2006 è in onda su alcune emittenti italiane (Canale Italia, D'Anna Sat ed altre) con lo stesso format che l'ha reso celebre negli anni precedenti. Da settembre 2007 Sergio Baracco è in onda su Blu2, canale 952 di Sky. Baracco è stato anche vittima della trasmissione televisiva Le Iene. Dal 2012 torna in televisione con la sua nuova società di compra oro, chiamata BancOro Srl di Valenza, in onda con un loop registrato continuo (di 60 minuti) su diverse emittenti nel digitale terrestre.